# Dangeau (ancienne commune)
Pour les articles homonymes, voir Dangeau (homonymie).
Dangeau est une ancienne commune française située dans le département d'Eure-et-Loir en région Centre-Val de Loire : le 1er janvier 2018, l'ancienne commune de Dangeau a fusionné avec Bullou  et Mézières-au-Perche dans la commune nouvelle de Dangeau.

## Géographie

### Situation

Situation géographique
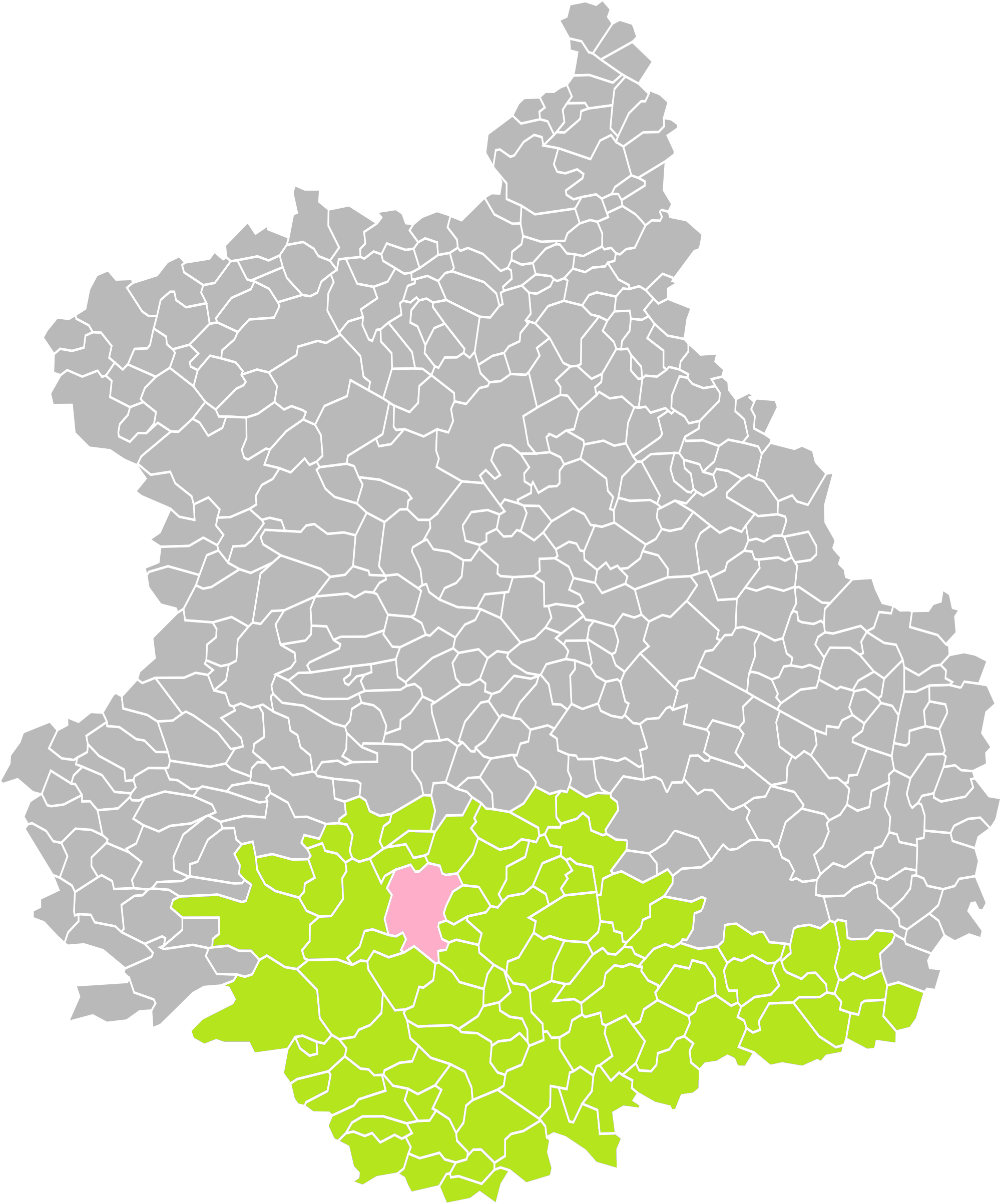
Dangeau dans son arrondissement (2016).
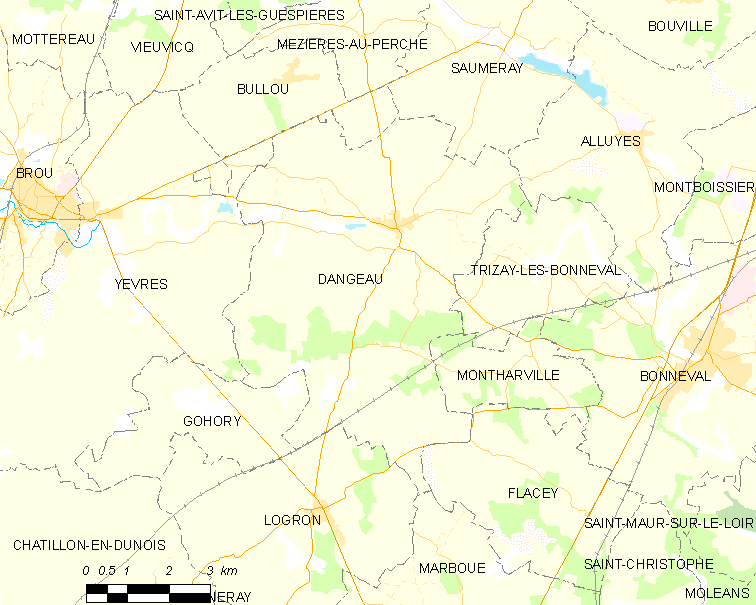
Carte de la commune de Dangeau (2012).

### Communes limitrophes
| Bullou | Mézières-au-Perche | Saumeray, Alluyes    |
| Yèvres | Dangeau            | Trizay-les-Bonneval  |
| Gohory | Logron, Marboué    | Montharville, Flacey |

### Hydrographie
La commune est traversée par l'Ozanne, affluent droit du Loir, et donc sous-affluent de la Loire, par la Sarthe et la Maine.

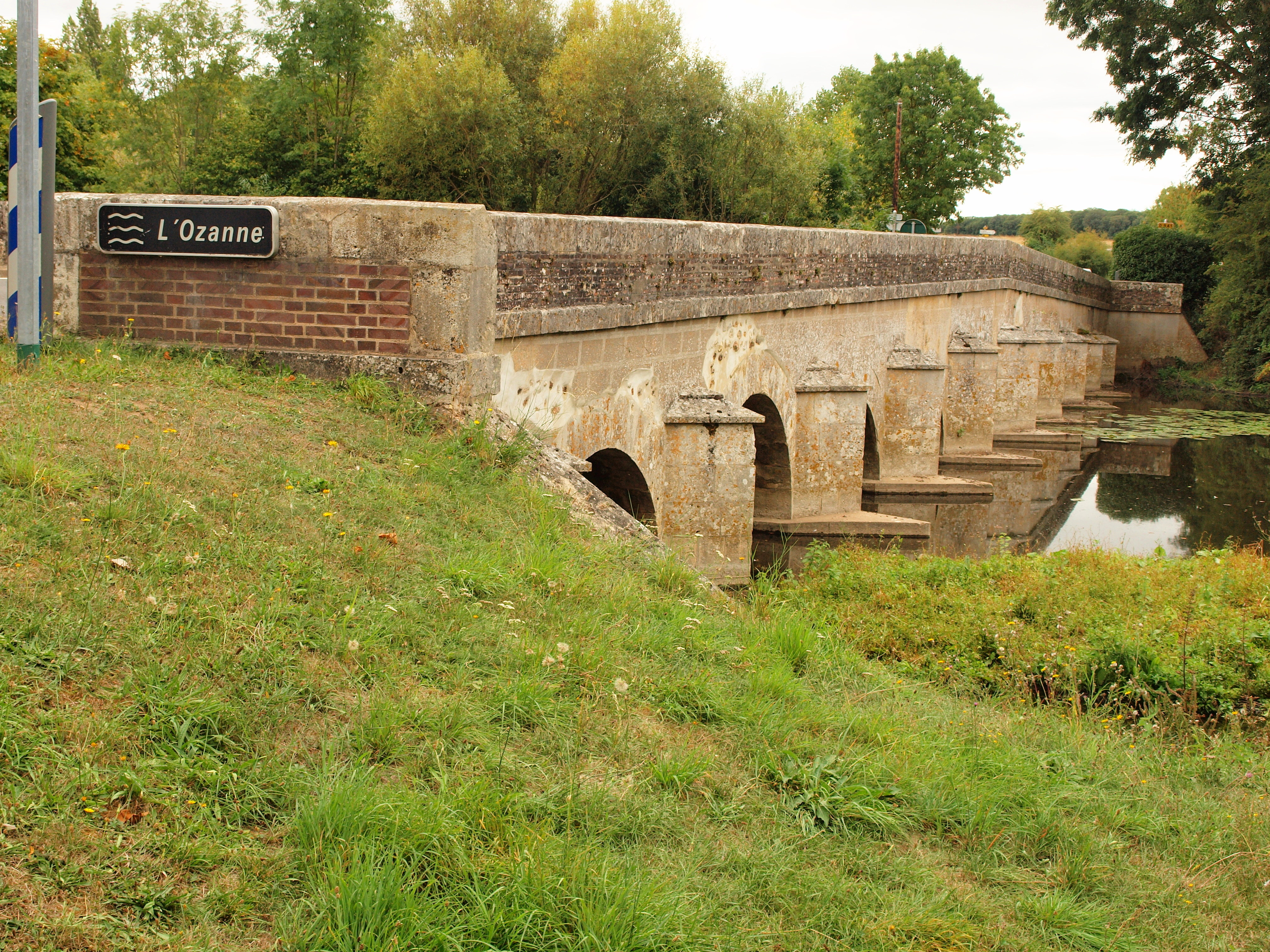
Pont sur l'Ozanne.

## Toponymie
Le nom de la localité est attesté sous les formes latines Donjolium en 1040, Dangiolum en 1050, Domniolum en 1064.
Du bas latin dominialis, du latin classique dominus (seigneur), signifie seigneurial. Le [sous-entendu : domaine] seigneurial. Le groupe de consonne nj indique la palatalisation. Le suffixe -oialum a été compris -ellum. « Petite possession seigneurale ».

## Histoire

### Époque moderne
- Au 17e siècle, Dangeau est élevé au rang de marquisat. Louis, fils de Jacques de Courcillon, seigneur de Bréviande, et petit-fils de Louis, seigneur de Dangeau, est le premier membre de la famille de Courcillon à porter le titre de marquis de Dangeau
- Philippe de Courcillon, second marquis de Dangeau, est connu pour avoir tenu, de 1684 jusqu'à sa mort, un journal relatant sa vie quotidienne à la cour de Louis  XIV au château de Versailles. C'est lui qui écrivait les mots galants que Louis XIV envoyait à sa maîtresse, Madame de la Vallière[4]. Il est élu membre de l'Académie française en 1668 et devient membre honoraire de l'Académie des sciences en 1704.
- Après le décès du second marquis de Dangeau, le domaine est délaissé et passe aux mains de la famille de Luynes[4].
- Vers 1764, Dangeau compte 265 feux[5].

### Époque contemporaine

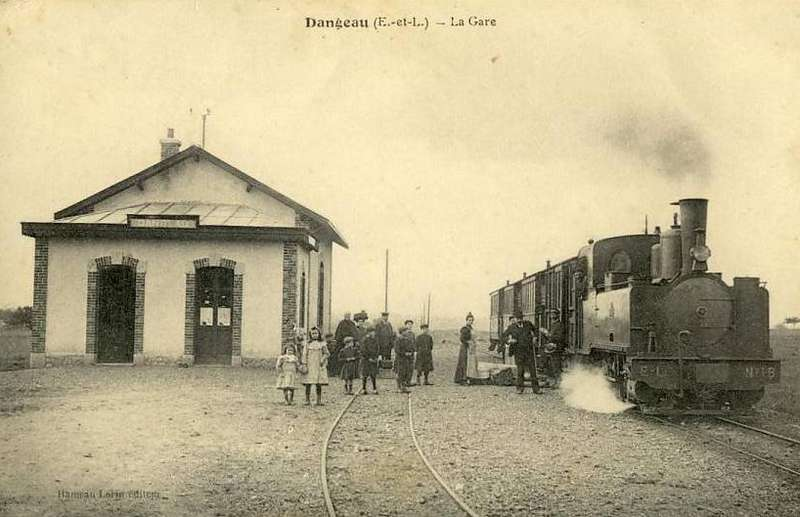
La gare du tramway (1910).

- Le développement du second réseau des Tramways d'Eure-et-Loir inclut l'ouverture le 13 août 1908 de la ligne Bonneval - Brou (25,5 km), desservant ainsi Dangeau jusqu'en 1933.
- Entre le 29 janvier 1939 et le 8 février, plus de 2 000 réfugiés espagnols fuyant l'effondrement de la République espagnole devant les troupes de Franco, arrivent en Eure-et-Loir. Devant l'insuffisance des structures d'accueil (le camp de Lucé et la prison de Châteaudun rouverte pour l’occasion), 53 villages sont mis à contribution[6], dont Dangeau[7].

Les réfugiés, essentiellement des femmes et des enfants (les hommes sont désarmés et retenus dans le sud de la France), sont soumis à une quarantaine stricte, vaccinés, le courrier est limité, le ravitaillement, s'il est peu varié et cuisiné à la française, est cependant assuré.
Une partie des réfugiés rentrent en Espagne, incités par le gouvernement français qui facilite les conditions du retour, mais en décembre, 922 ont préféré rester et sont rassemblés à Dreux et Lucé.

## Politique et administration

### Liste des maires

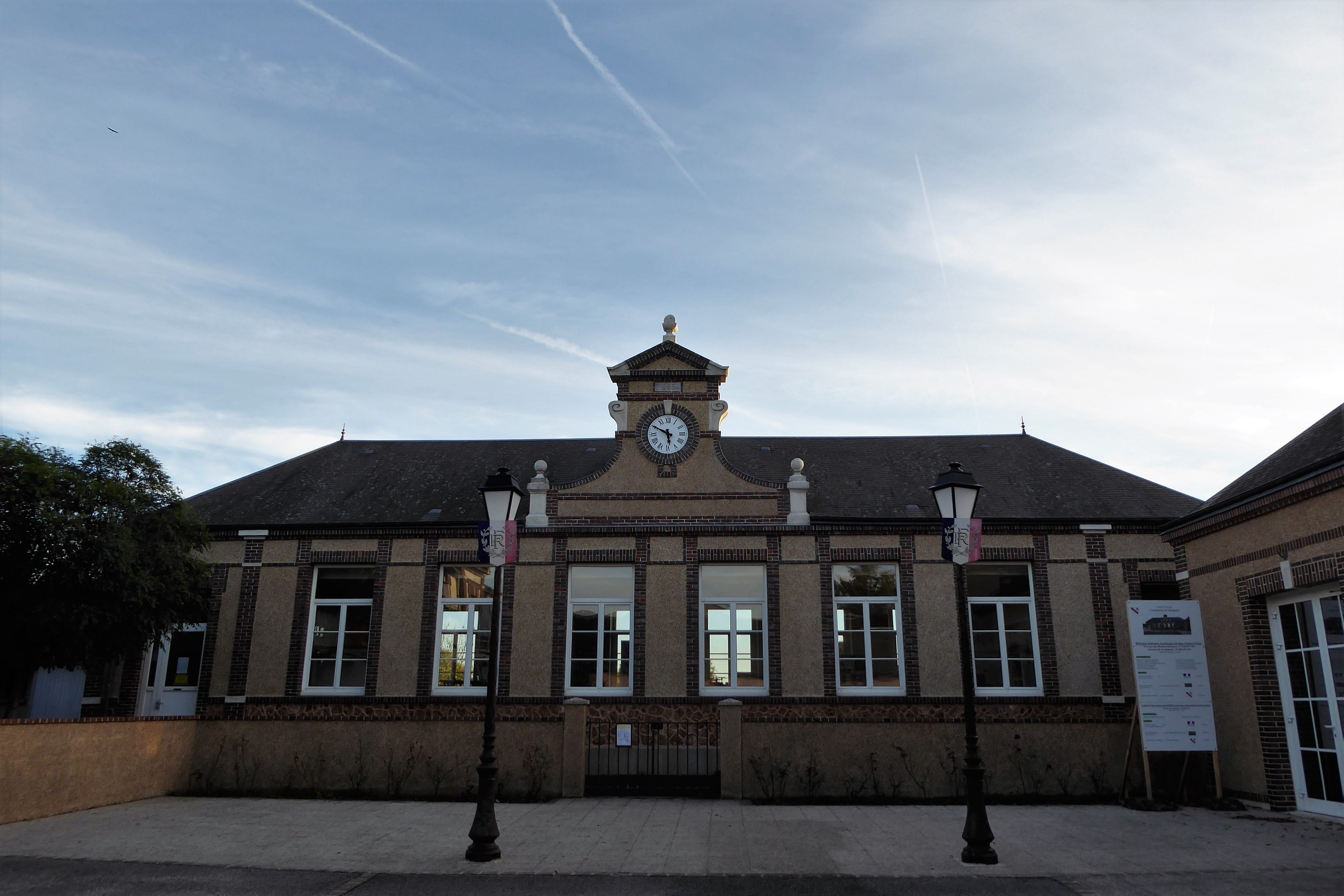
La mairie.

| Période                                  | Période          | Identité           | Étiquette | Qualité           |
| ---------------------------------------- | ---------------- | ------------------ | --------- | ----------------- |
| Les données manquantes sont à compléter. |                  |                    |           |                   |
| mars 1989                                | octobre 2009     | Christian Bilbaut  | UDF       | Docteur           |
| novembre 2009                            | 31 décembre 2017 | Philippe Villedieu | SE        | Chef d'entreprise |

## Population et société

### Démographie
L'évolution du nombre d'habitants est connue à travers les recensements de la population effectués dans la commune depuis 1793. À partir du 1er janvier 2009, les populations légales des communes sont publiées annuellement dans le cadre d'un recensement qui repose désormais sur une collecte d'information annuelle, concernant successivement tous les territoires communaux au cours d'une période de cinq ans. 
Pour les communes de moins de 10 000 habitants, une enquête de recensement portant sur toute la population est réalisée tous les cinq ans, les populations légales des années intermédiaires étant quant à elles estimées par interpolation ou extrapolation. Pour la commune, le premier recensement exhaustif entrant dans le cadre du nouveau dispositif a été réalisé en 2005,.
En 2015, la commune comptait 920 habitants, en évolution de −3,36 % par rapport à 2010 (Eure-et-Loir : +1,94 %, France hors Mayotte : +2,49 %).
| 1793  | 1800  | 1806  | 1821  | 1831  | 1836  | 1841  | 1846  | 1851  |
| ----- | ----- | ----- | ----- | ----- | ----- | ----- | ----- | ----- |
| 1 361 | 1 385 | 1 346 | 1 412 | 1 470 | 1 458 | 1 508 | 1 507 | 1 500 |

| 1856  | 1861  | 1866  | 1872  | 1876  | 1881  | 1886  | 1891  | 1896  |
| ----- | ----- | ----- | ----- | ----- | ----- | ----- | ----- | ----- |
| 1 486 | 1 409 | 1 467 | 1 386 | 1 392 | 1 432 | 1 379 | 1 369 | 1 367 |

| 1901  | 1906  | 1911  | 1921  | 1926  | 1931  | 1936  | 1946  | 1954  |
| ----- | ----- | ----- | ----- | ----- | ----- | ----- | ----- | ----- |
| 1 314 | 1 354 | 1 319 | 1 136 | 1 161 | 1 149 | 1 099 | 1 113 | 1 063 |

| 1962  | 1968 | 1975 | 1982 | 1990 | 1999 | 2005 | 2010 | 2014 |
| ----- | ---- | ---- | ---- | ---- | ---- | ---- | ---- | ---- |
| 1 006 | 915  | 829  | 749  | 742  | 775  | 904  | 952  | 934  |

| 2015 | - | - | - | - | - | - | - | - |
| ---- | - | - | - | - | - | - | - | - |
| 920  | - | - | - | - | - | - | - | - |

## Culture locale et patrimoine

### Lieux et monuments

#### Église Saint-Georges-et-Saint-Pierre
XIIe et XVIe siècles,  Classé MH (1959) ;

#### Château de Bouthonvilliers
- Château de Bouthonvilliers, XVIIe et XVIIIe siècles  Inscrit MH (1975)[16], propriété de la famille de Verdun.

Le financement partiel de la restauration des serres du château est retenu par la mission Stéphane Bern,.

#### Autres lieux et monuments
- Monument aux morts de la Première Guerre mondiale, réalisé par Félix Charpentier (1858-1924), sculpteur d'origine provençale installé à Chassant (Eure-et-Loir).

Lieux et monuments de Dangeau
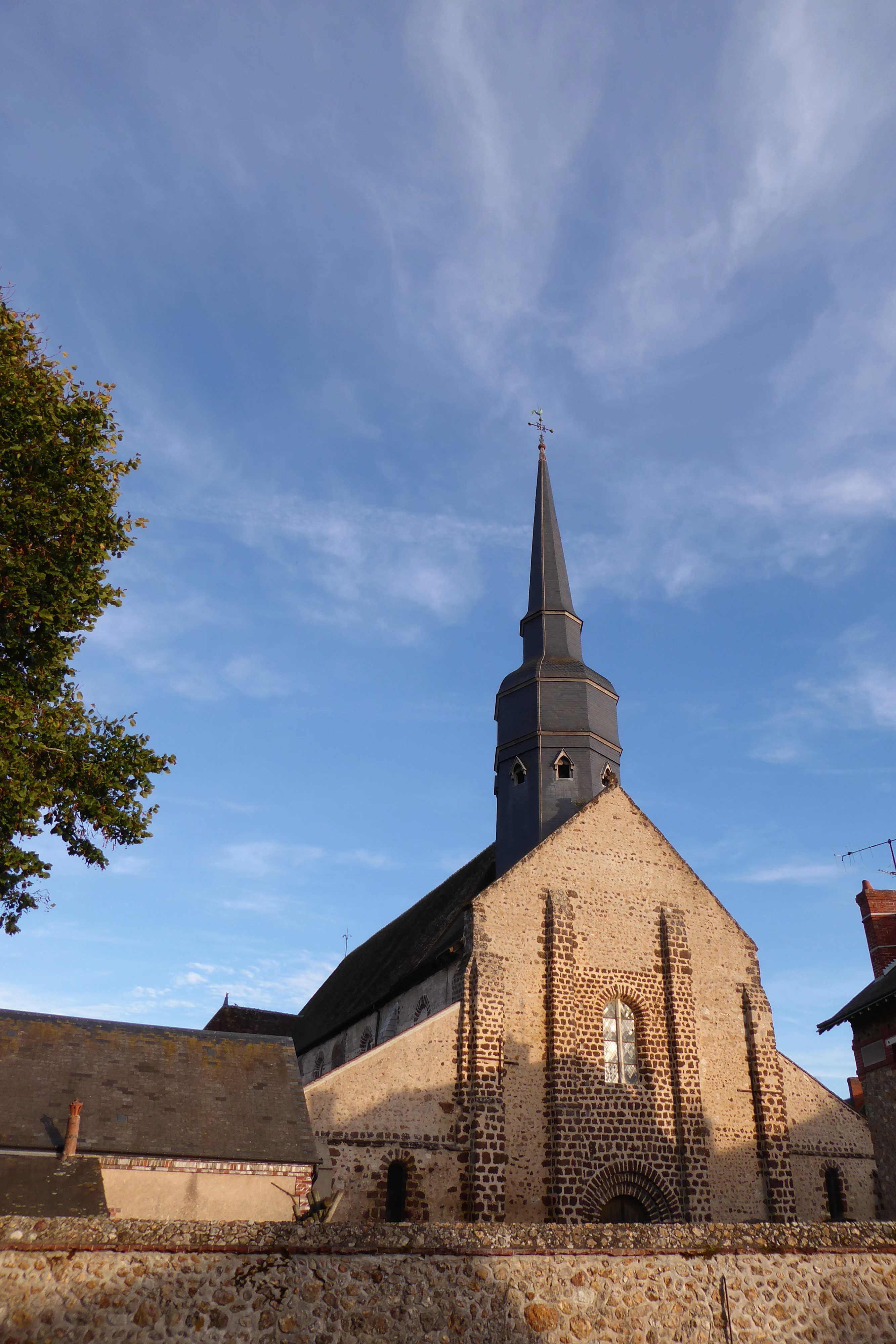
L'église Saint-Georges-et-Saint-Pierre.
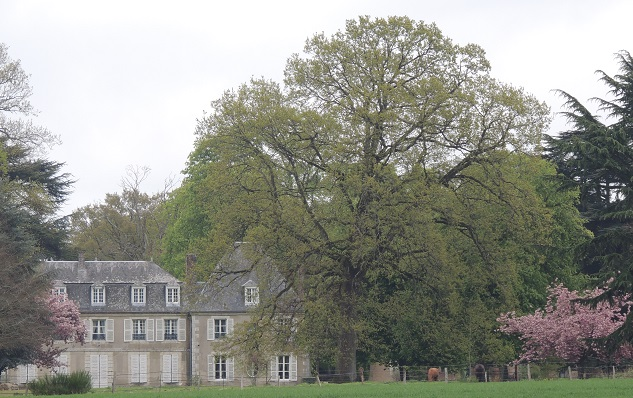
Le château de Bouthonvilliers.
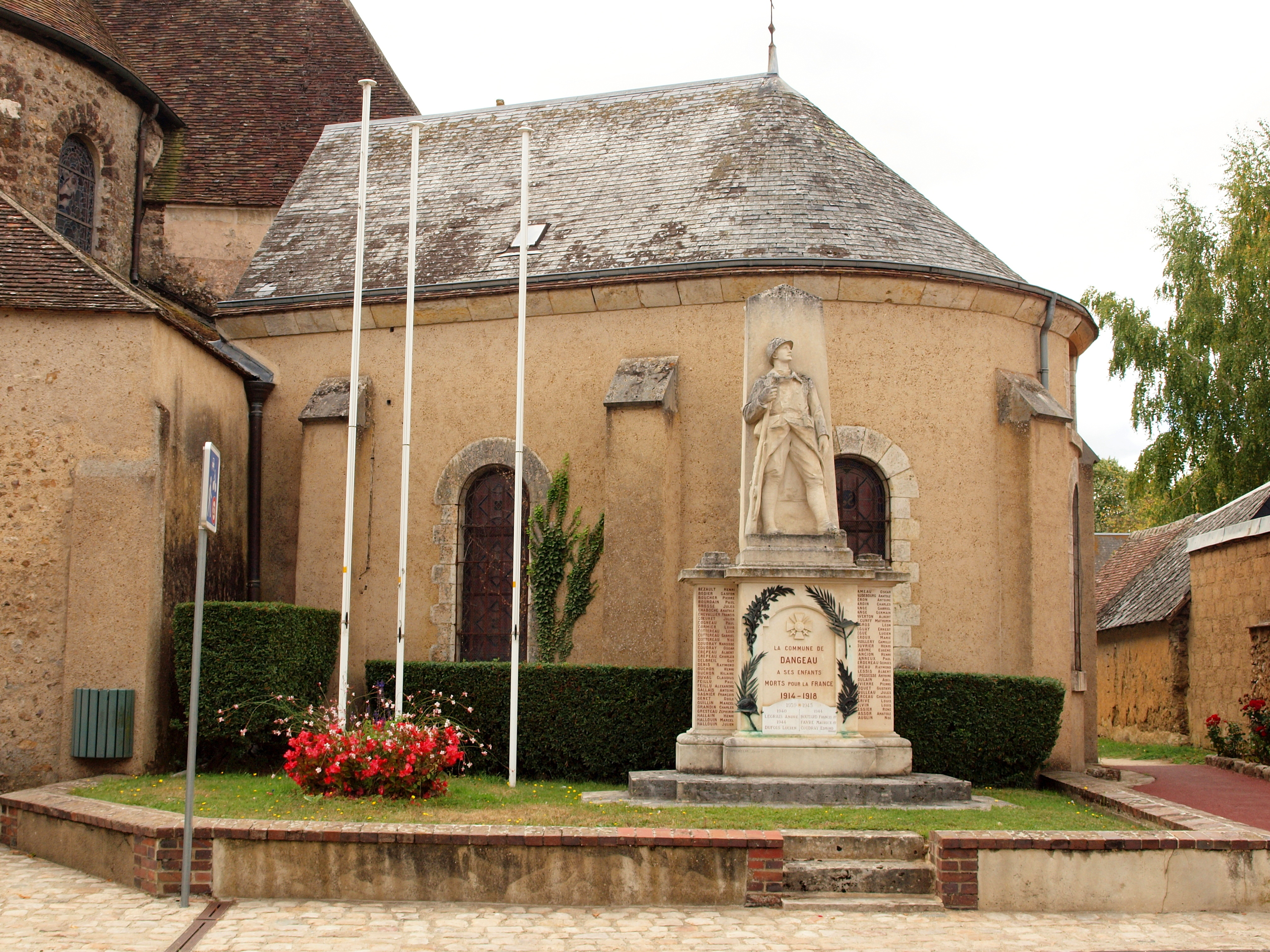
Monument aux morts de Félix Charpentier.
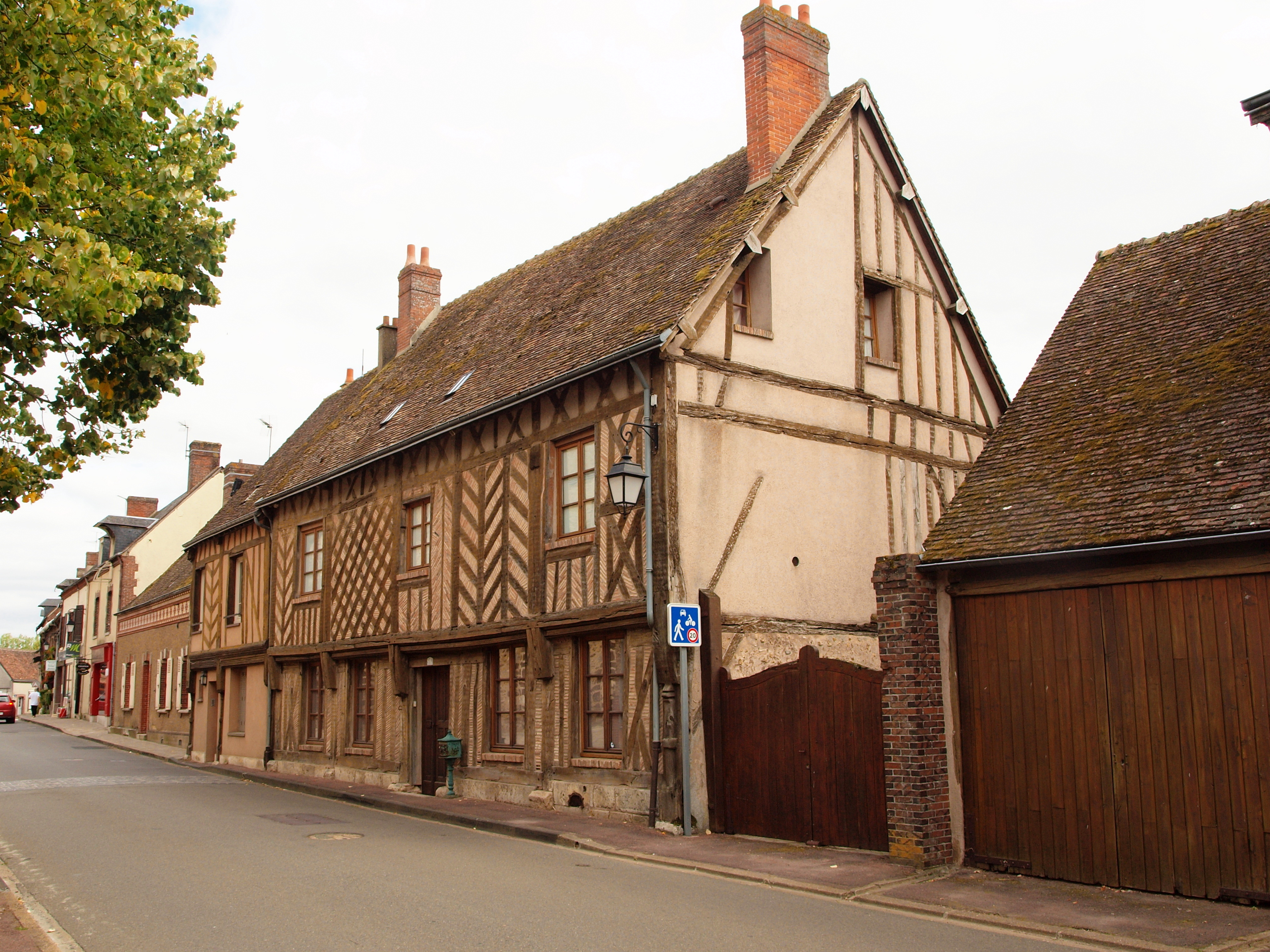
Maison à colombages.

### Personnalités liées à la commune
- Philippe de Courcillon de Dangeau (1638-1720), mémorialiste, dont Saint-Simon s'est inspiré[19] ;
- Louis de Courcillon de Dangeau, frère du précédent, homme d'église et grammairien ;
- Charles Isidore Douin (1858-1944), botaniste ayant herborisé dans le bois de Dangeau, également enseignant au lycée Marceau de Chartres[20] ;
- L'acteur Sim (1926-2009) y fit divers séjours jusqu'en 1995 dans l'ancienne gare de tramway[21] ;
- Jacques Madubost (1944- ), natif de la commune, athlète, champion d'Europe du saut en hauteur en 1966 à Budapest ;
- Cécile Corbel (1980- ), harpiste et chanteuse française, réside à temps partiel dans la commune et y enregistre ses productions[22].

### Filmographie
Une scène du film d'Yves Robert, Alexandre le Bienheureux, a été tournée à Dangeau : une Citroën 2 CV rouge arrive à Dangeau en passant sur le pont de pierre au-dessus de l'Ozanne et se fait arrêter devant l'église.

### Héraldique
|  | Les armes de la commune se blasonnent ainsi : d’argent à la bande fuselée de gueules, senestrée d’un lion de sable. |